# Plumatella ruandensis
Plumatella ruandensis is een mosdiertjessoort uit de familie van de Plumatellidae. De wetenschappelijke naam van de soort is voor het eerst geldig gepubliceerd in 1964 door Wiebach.